# Rallye skupina B

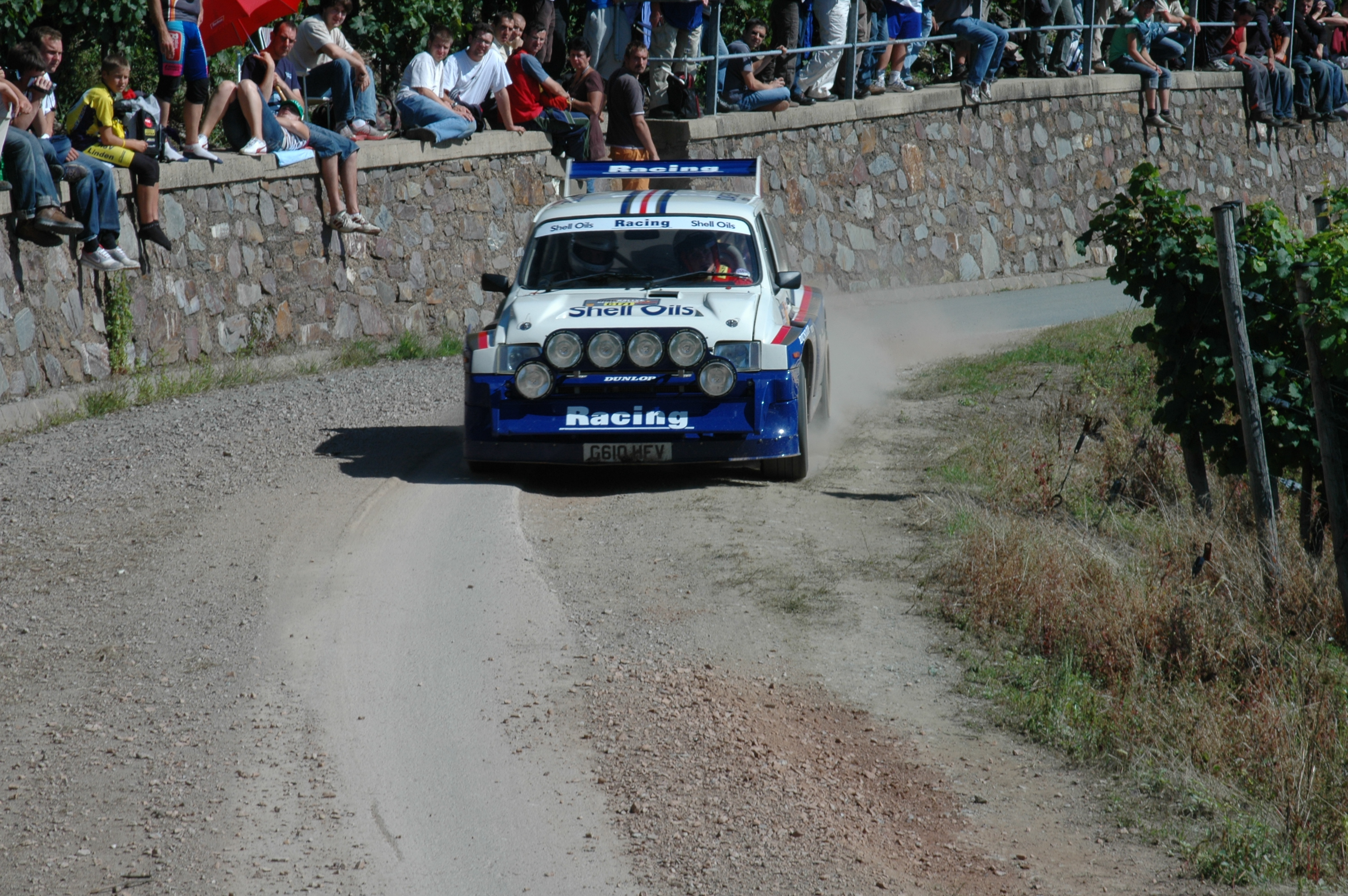
MG Metro 6R4

Skupina B byla asi nejpopulárnější kategorií v rally. Objevila se v roce 1982 a byla zrušena v roce 1986 po tragických nehodách Henriho Toivonena a Joaquima Santose. Dnes má k těmto speciálům nejblíže kategorie WRC.

## Předchůdci
Začátkem 70 let si automobilky začaly uvědomovat popularitu a propagační možnosti automobilových soutěží. Mezi první speciály stavěné přímo pro automobilové soutěže patřily Alpine A110 a Lancia Stratos. Lancia se objevila v roce 1973 s vysokým výkonem a vyváženou koncepcí. Pro tehdejší kategorii 4 bylo stanoveno pravidlo ve výrobě 400 stejných automobilů. Tuto podmínku Lancia splnila. Ve voze se objevil motor z automobilu Ferrari Dino. Dalším kdo se pustil do výroby závodního speciálu, byla automobilka Renault, která představila Renault 5 Turbo. Ve 400 homologovaných modelech byl motor vylepšený turbodmychadlem umístěn místo zadních sedadel. V roce 1980 se v závodech objevil první vůz s náhonem na všechna 4 kola. Šlo o Audi Quattro. Po příchodu skupiny B však Audi prozatím zůstávalo ve skupině 4.

## Historie
V roce 1982 mezinárodní automobilová organizace FIA (tehdy FISA) zrušila omezení a povolila výrobu speciálů pro účely rallye. Jednalo se o vozy technicky na úrovni formule 1, které byly uzpůsobeny pro jízdu na nezpevněných površích. K homologaci stačilo vyrobit pouze 200 kusů, v případě vylepšení stačilo vyrobit 20 vozů. Po pěti letech byla skupina B zrušena z důvodu stoupajícího počtu havárií a střetů s diváky. Jednalo se o vozy s motory o výkonu 500 koní, které tvořil ochranný rám a kevlarová karoserie.

## Automobily

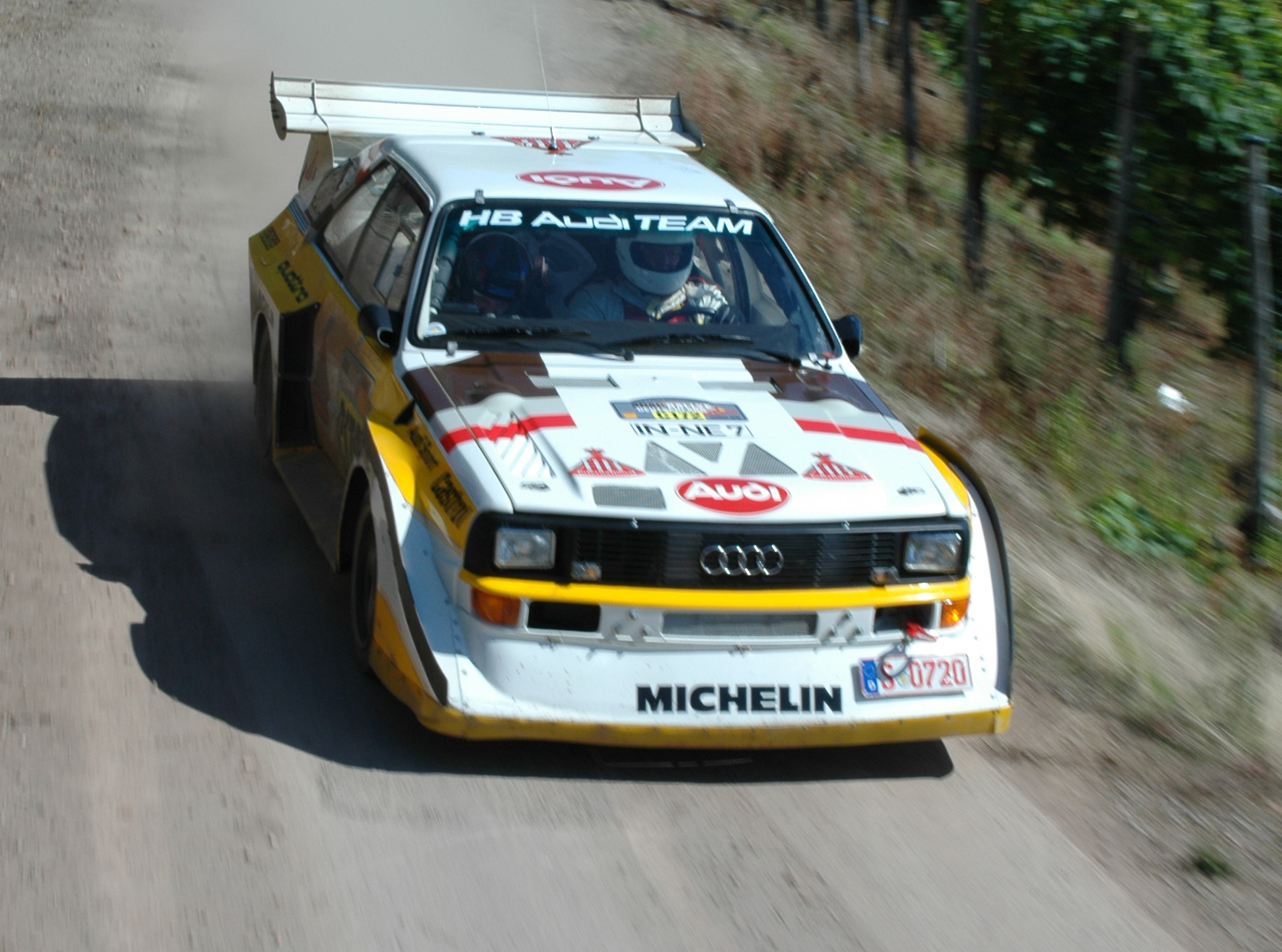
Audi Quattro

Jako první se v nové kategorii objevila Lancia 037, ještě s pohonem zadních kol. Audi reagovalo úpravou Quattra, u kterého byl zkrácen rozvor, bylo odlehčeno a byl zvýšen výkon. Tým Audi Sport, za nějž startoval Stig Blomqvist, získal mnoho úspěchů. Ty zastavil až vstup nového týmu Peugeot Sport, v jehož čele stál Jean Todt. Historie se opakovala, protože úspěchy Peugeotu byly vystřídány novým vozem týmu Lancia Racing. Pak ale přišla tragická havárie na Tour de Corse-Rallye de France, kdy zemřel jezdec Lancie Toivonen. Lancia přesto do konce sezony Mistrovství světa v rallye 1986 bojovala o titul, ale nakonec ho nezískala. Dalšími vozem, který se objevil, byl malý britský automobil MG metro 6R4, který při prvním startu vybojoval třetí místo. Stejně jako u Fordu RS200 bylo i u něj problémem, že se na scéně objevil až před koncem kategorie. Pro tuto kategorii vyvíjelo svůj závodní special i Porsche Motorsport. Tento vůz však nebyl dokončen před zrušením kategorie a startoval až později na Rallye Dakar. Řada dalších automobilek vyvíjela speciály pro tuto kategorii, které nikdy nestartovaly. Po zrušení kategorie se většina vozů účastnila Mistrovství v rallycrossu.

## Přehled automobilů
- Alfa Romeo Alfasud Sprint 6C
- Audi Sport Quattro
- Audi Sport Quattro S1
- Audi Sport Quattro S2
- Citroën BX 4TC
- Citroën Visa 1000 pistes
- Citroën Visa Chrono II
- Citroën Visa Tropheé
- Daihatsu Charade 926 Turbo
- Daihatsu Charade DeTomaso 926R
- Ferrari 308 GTB
- Ferrari GTO Evoluzione
- Ford RS200
- Ford Escort RS 1700T
- FSO StratoPolonez
- Lada 2105 VFTS
- Lada Samara Eva
- Lancia 037 Rally
- Lancia Delta S4
- Mazda RX-7 4x4

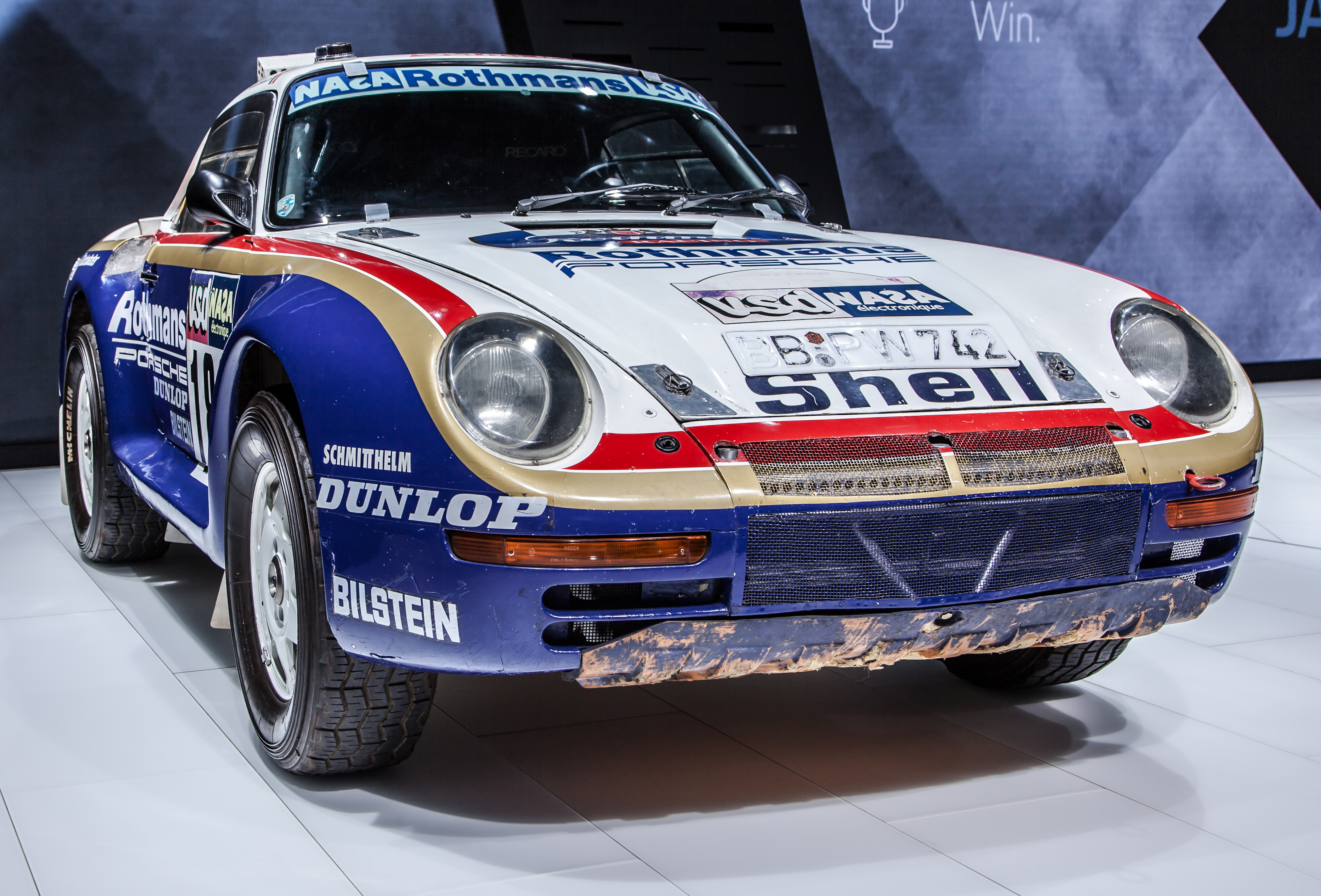
Porsche 959

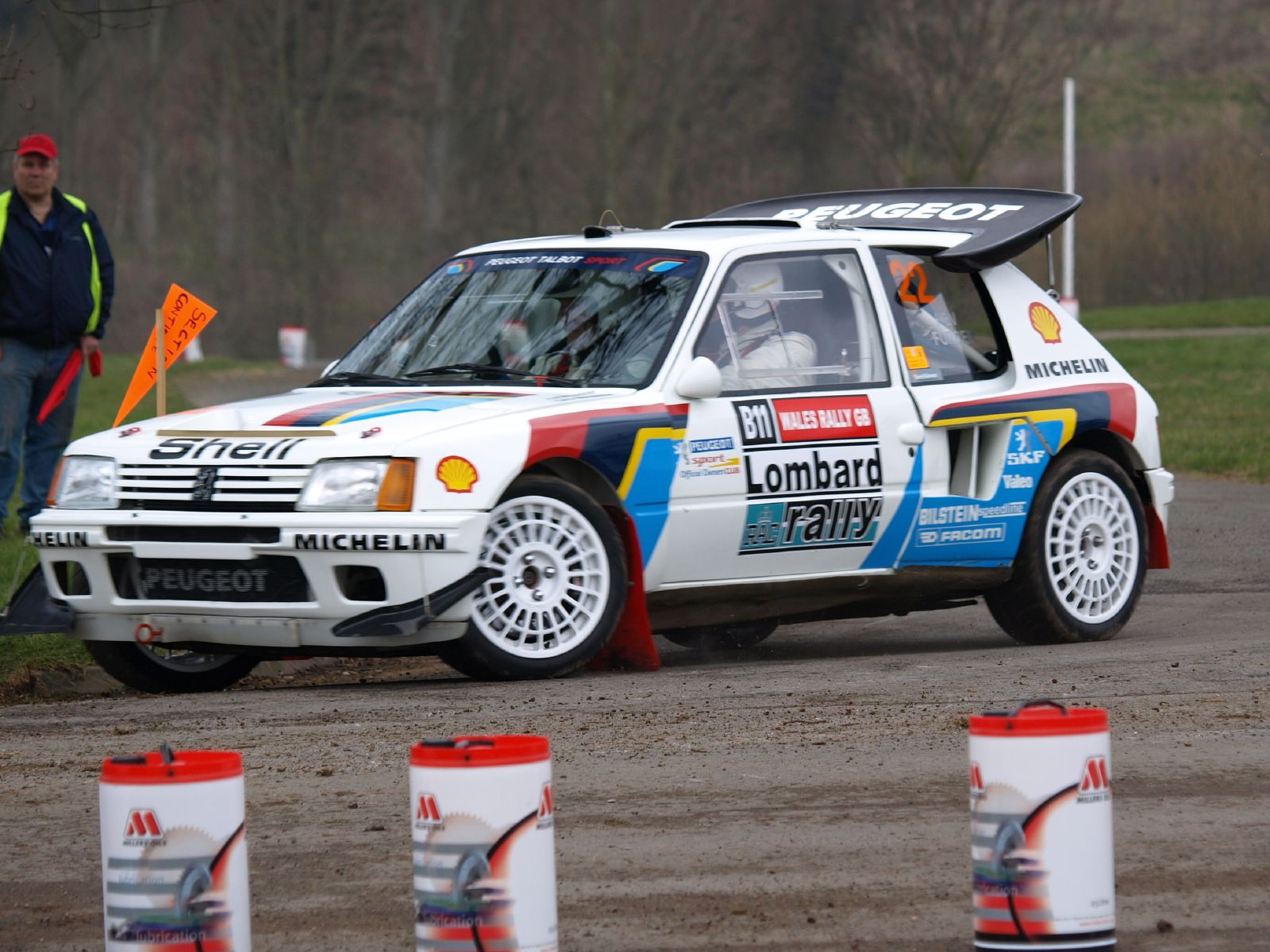
Peugeot 205 T16

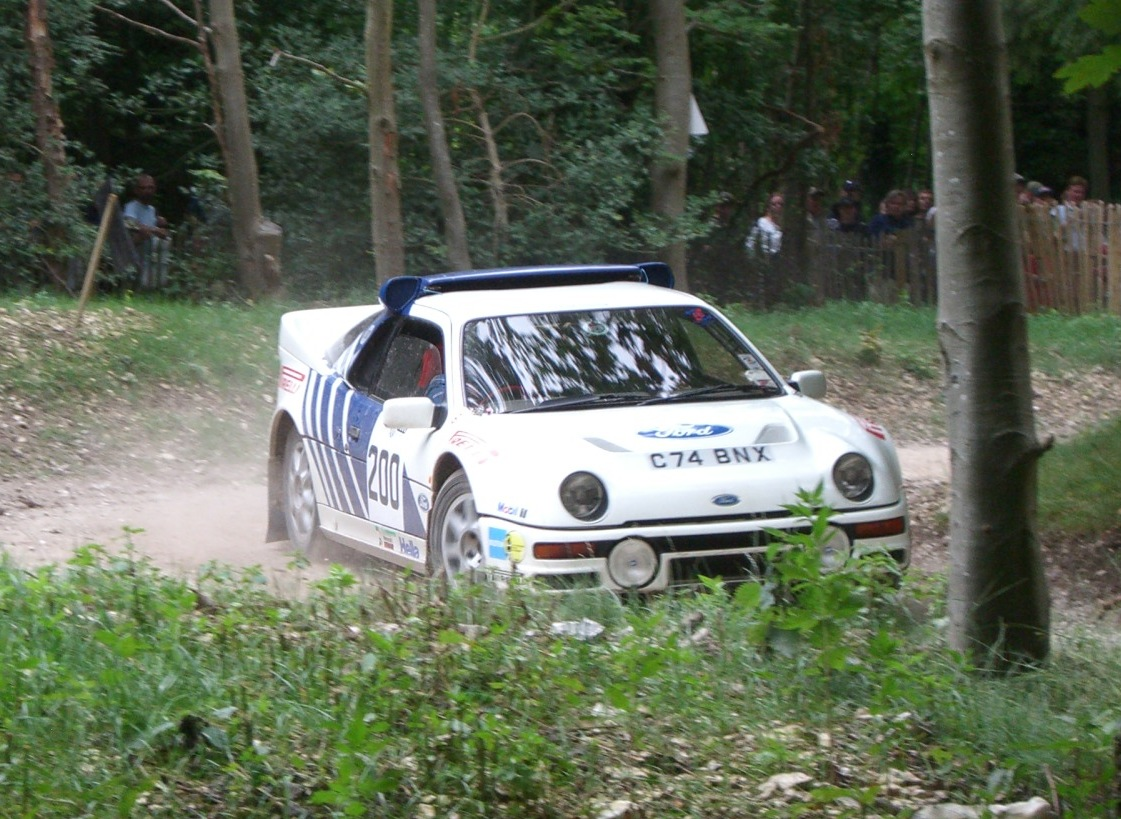
Ford RS 200

- Mercedes-Benz 190E 2,5 16V Cosworth
- Mitsubishi Lancer 2000 Turbo
- Mitsubishi Starion 4WD
- MG Metro 6R4
- MoskviČ 2141-KR
- Nissan 240 RS
- Opel Kadett 4x4
- Opel Ascona 400
- Opel Manta 400
- Peugeot 205 T16
- Peugeot 504 Pickup
- Porsche 911 SC RS
- Porsche 924 Turbo GT
- Porsche 959
- Renault Maxi 5 Turbo
- Subaru XT 4WD Turbo
- Škoda 130 LR
- MTX 160 RS
- Talbot Horizon
- Toyota Celica TCT

### Skupina S

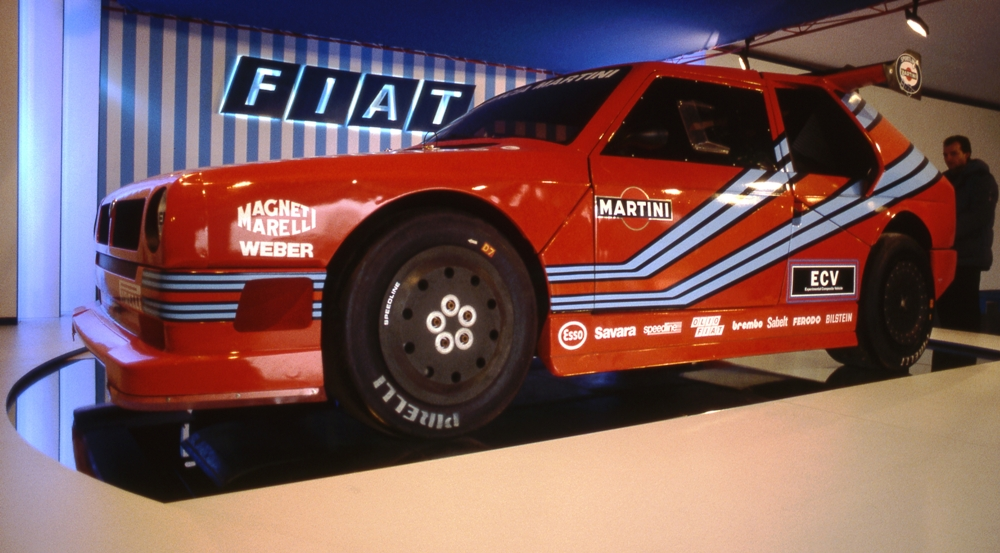
Lancia Delta ECV

- Audi Sport Quattro RS 002
- Ford RS200
- Lada Samara S-Proto
- Lancia Delta ECV
- Opel Kadett 4x4
- Peugeot 405 Turbo 16
- Toyota MR 2 222D

## Jezdci

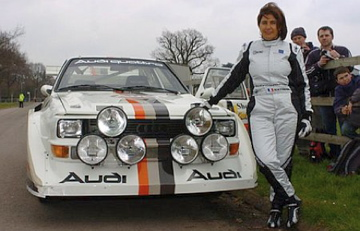
Michèle Mouton a její Quattro v roce 2007.

- Markku Alen
- Attilio Bettega
- Massimo Biasion
- Stig Blomqvist
- John Buffum
- Juha Kankkunen
- Hannu Mikkola
- Michèle Mouton
- Tony Pond
- Walter Röhrl
- Timo Salonen
- Henri Toivonen
- Ari Vatanen
- Jean Ragnotti